# Сафаров Рафаель Суренович
Рафаель Суренович Сафаров (рос. Рафаэль Суренович Сафаров; нар. 8 листопада 1947, Тбілісі, Грузинська РСР — пом. 26 травня 2019, Москва, Росія) — радянський футболіст та російський тренер, виступав на позиції захисника.

## Кар'єра гравця
Вихованець грузинського футболу. Його першою командою майстрів став «Локомотив» (Тбілісі), в якому грав на позиції нападника і в трьох матчах чемпіонату 1965 року відзначився трьома м'ячами. Наступні два сезони він уже провів у складі «Арарату», який в 1966 році повернувся до вищої ліги, але в єреванському клубі грав на позиції захисника. У 1967 році виступав за «Динамо» з Батумі, а в 1970 році вже грав у новоствореній першій лізі чемпіонату СРСР за «Локомотив» (Тбілісі). У 1971 році повернувся в «Арарат», де провів 1 матч у чемпіонаті СРСР, в якому команда завоювала срібло. Далі грав у «Шахтарі» (Горлівка) і «Лорі» (Кіровакан). Потім продовжив кар'єру в махачкалинському «Динамо», хоча міг опинитися в Мінську, Єревані або Ростові-на-Дону. Проте в результаті опинився саме в Махачкалі, про місцезнаходження якої, за власним іронічним визнанняч, раніше не знав. Зіграв за команду зі столиці Дагестану 45 матчів за три сезони, після чого завершив кар'єру гравця.

## Кар'єра тренера
Після завершення кар'єри працював тренером «Динамо» (Махачкала). Після заснування в 1987 році в Махачкалі РСДЮШОР-2, яку в народі називають «маркаровскою», працював дитячим тренером.
Перед початком сезону 1995 року Сафаров став головним тренером «Анжи», замінивши на цій посаді В'ячеслава Легкого. По ходу сезону 1995 був звільнений. Його місце зайняв Олександр Маркаров.
Помер 26 травня 2019 року на 71-му році життя після тривалої хвороби

### Вихованці
- Михайло Купріянов
- / Нарвік Сирхаєв
- Сергій Кожанов
- Мурад Магомедов
- Алі Гаджибеков
- / Мурад Гусейнов
- Анзур Садиров

## Досягнення
- Вища ліга СРСР
  -  Срібний призер (1): 1971